# Esbønderup Kirke
Esbønderup Kirke ligger i den nordsjællandske landsby Esbønderup.
De ældste dele af Esbønderup Kirke er mere end 850 år gamle. Esbønderup Kirkes ældste dele kan tidsfæstes til før 1130. Kirken er bygget af forskellige sten, udvidelserne med teglsten. Kirkeskibet og det nærmeste stykke af koret er opført i rundbuestil af kampesten og sandsten, de sidste uden tvivl hidførte fra Skåne. I den senere middelalder har den fået indbygget murstenshvælvinger og modtaget forskellige udvidelser og tilsætninger, således synes den oprindelige korrunding at have måttet vige pladsen for en firkantet forlængelse i øst. Endnu senere (omkring 1450) er et tårn tilbygget i vest; i nyere tider er der opført en større udbygning ved skibets nordre side.
Altertavlen er malet i 1840'erne af Albert Küchler, der var elev af Eckersberg: "Marie Bebudelse" (1841). Rammen er fra 1943. Alterbordet blev muret i 1943. Det gamle alterbord står nu i kirkens kapel.
I året 1894 fremdroges og opfriskedes en smuk, malet dekoration (vist fra 14. århundrede) på korets hvælving såvel som en Laurentius-figur ved siden af korbuen (Sankt Laurentius har måske været kirkens værnehelgen), den sidste vist endog malet efter reformationen.
Prædikestolen er fra 1602 og er et pragtfuldt stykke billedskærerarbejde.
Døbefonten af granit, vist stammende fra kirkens ældste dage, i kirken var i lang tid ikke den oprindelige, men den oprindelige døbefont blev fundet på en mark, hvor den blev brugt som vandskål til markens køer.
I forhallen under tårnet findes en mærkelig ligsten med latinsk indskrift over "Hr. Mikael, engang Præst paa dette Sted, som døde i Aaret 1330 7. Okt.".
Kirkeklokken fra 1406
Kirkens 850 års jubilæum blev fejret den 20. november 1977.

## Eksterne kilder og henvisninger
- Esbønderup Kirke  hos KortTilKirken.dk
- Esbønderup Kirke  hos danmarkskirker.natmus.dk (Danmarks Kirker, Nationalmuseet)